# بيير ديفيد
بيير ديفيد هو منتج أفلام وكاتب سيناريو ومخرج كندي، ولد في 17 مايو 1944 في مونتريال في كندا.

## وصلات خارجية
- بيير ديفيد على موقع IMDb (الإنجليزية)
- بيير ديفيد على موقع ألو سيني (الفرنسية)
- بيير ديفيد على موقع أول موفي (الإنجليزية)
- بيير ديفيد على موقع قاعدة بيانات الأفلام السويدية (السويدية)
- بيير ديفيد على موقع قاعدة بيانات الفيلم (الإنجليزية)
- بيير ديفيد على موقع كينوبويسك (الروسية)